# Магдалена Бранденбургская (1412—1454)
Магдалена Бранденбургская (1412 — 27 октября 1454, Шарнебек) — принцесса Бранденбургская и герцогиня Брауншвейг-Люнебурга.

## Жизнь
Магдалена была дочерью будущего курфюрста Бранденбурга Фридриха I (1371—1440) от его брака с Елизаветой (1383—1442), дочерью герцога Фридриха.
Она сочеталась браком 3 июля 1429 года в Тангермюнде с герцогом Брауншвейг-Люнебурга Фридрихом II (1418—1478). Магдалена получила приданое в размере 10 тысяч гульденов.

## Дети
- Бернхард (1437 — 9 февраля 1464), с 1457 года герцог Брауншвейг-Люнебурга под именем Бернхарда II, в 1463 году сочетался браком с Матильдой Гольштейн-Шауэнбургской (ум. 1468);
- Оттон (1439 — 9 января 1471), с 1464 года герцог Брауншвейг-Люнебурга под именем Оттона V, в 1467 году сочетался браком с Анной Нассау-Дилленбургской (1441—1514);
- Маргарита (1442—1512), принцесса Брауншвейг-Люнебургская, в 1452 году сочеталась браком с Генрихом (1412—1466), герцогом Мекленбурга-Штаргарда.